# Горобець Руслан Миколайович
Русла́н Микола́йович Горобе́ць — майор медичної служби батальйону «Айдар» Збройних Сил України, учасник російсько-української війни. Хірург, кандидат медичних наук.

## Життєпис
В 2013 році працював у медичній клініці МВС України, взяв відпустку і всю зиму провів на Майдані у м. Києві. Здійснював операції мало не під кулями. Після вторгнення Росії на територію України наполіг на мобілізації, з майданівцями записався до батальйону «Айдар».
Кандидатська робота: «Прогнозування перебігу гострого холециститу та його ускладнень», 2004, Вінницький національний медичний університет імені Миколи Пирогова.

## Родина
Батько — Микола Миколайович, близько двох десятків років був беззмінним чемпіоном МВС із усіх видів боротьби — самбо, рукопашного бою, бою без правил. Мати — Наталія Іванівна — кандидат медичних наук, винахідник, викладачка Київського медичного університету імені О. Богомольця.

## Нагороди
- орден «Богдана Хмельницького» III ступеня (08.08.2014) — за особисту мужність і героїзм, виявлені у захисті державного суверенітету та територіальної цілісності України[1].
- орден Данила Галицького (14.01.2025) — за особисту мужність, виявлену у захисті державного суверенітету та територіальної цілісності України, самовіддане виконання військового обов’язку[2].